# C23
C23 — це неофіційна назва наступної (після C17) головної редакції стандарту мови C. Очікується, що голосування і затвердження стандарту відбудеться у 2023-го року.

## Особливості
Зміни, інтегровані в останній робочий проєкт:
- Підтримка стандарту ISO/IEC 60559:2020, поточної версії стандарту IEEE 754 для арифметики з рухомою комою.
- _Static_assert з одним аргументом
- Синтаксис атрибутів стилю C++11, атрибути nodiscard, maybe_unused, deprecated та fallthrough
- Розширена двійкова арифметика з рухомою комою, десяткова арифметика з рухомою комою
- memccpy(), strdup(), strndup() — схожі на функції в розширеннях POSIX і SVID C
- Необхідний представлення знака Доповняльного коду
- Видалення визначень функції K&R
- Мітки можуть з'являтися перед оголошеннями та в кінці складених операторів
- Безіменні параметри у визначеннях функцій
- Двійкові літерали, такі як 0b10101010,і специфікатор перетворення %b для сімейства функцій printf()
- Краща підтримка використання const з масивами
- Типи загальних функції для виконання перевіреної цілочисельної арифметики (Integer overflow)
- _BitInt(N) і UnsignedBitInt(N) для цілих чисел з точністю до розряду
- #elifdef і #elifndef
- Роздільники цифр: 0xFFFF'FFFF
- Стандартизація оператора typeof(...) (typeof)
- Змінно модифіковані типи (але не VLA в стеку) стають обов'язковою функцією
- Нульова ініціалізація за допомогою {} (включаючи ініціалізацію VLA)
- alignas, alignof, bool, true, false, static_assert, thread_local стають ключовими словами